# Ivana Luković
Ivana Luković est une joueuse de volley-ball serbe née le 18 juillet 1992 à Belgrade. Elle mesure 1,91 m et joue au poste d'attaquante. Elle totalise 23 sélections en équipe de Serbie.

## Clubs
| Club                | De        | À         |
| ------------------- | --------- | --------- |
| OK Vizura           | 2003-2004 | 2009-2010 |
| Sirio Perugia       | 2010-2011 | 2010-2011 |
| Olympiakos Le Pirée | 2012-2013 | 2012-2013 |
| OOK Kolubara        | 2013-2014 | 2013-2014 |
| Ereğli Belediye     | jan 2014  | mai 2014  |
| Idea Khonkaen       | mars 2015 | mai 2015  |
| New Volley Libertas | 2015-2016 | 2015-2016 |
| CSM Bucureşti       | 2016-2017 | 2016-2017 |
| UKF Nitra           | 2017-2018 | …         |

## Palmarès

### Équipe nationale
- Championnat d'Europe des moins de 18 ans
  - Finaliste : 2009.
- Championnat du monde des moins de 18 ans
  - Finaliste : 2009.

### Clubs
- Championnat de Grèce
  - Vainqueur : 2013.
- Coupe de Grèce
  - Vainqueur : 2013.
- Championnat de Roumanie
  - Finaliste : 2017.
- Coupe de Slovaquie
  - Finaliste : 2018.